# Institut Cochin
L'Institut Cochin est un centre de recherches biomédicales rattaché à l'Inserm, au CNRS et à Université Paris-Cité. L'Institut Cochin a officiellement été créé au 1er janvier 2002. Il est situé dans le 14e arrondissement de Paris sur le campus de l'hôpital Cochin–Port-Royal. Florence Niedergang en est la directrice depuis 2022.

## Organisation de l'Institut Cochin

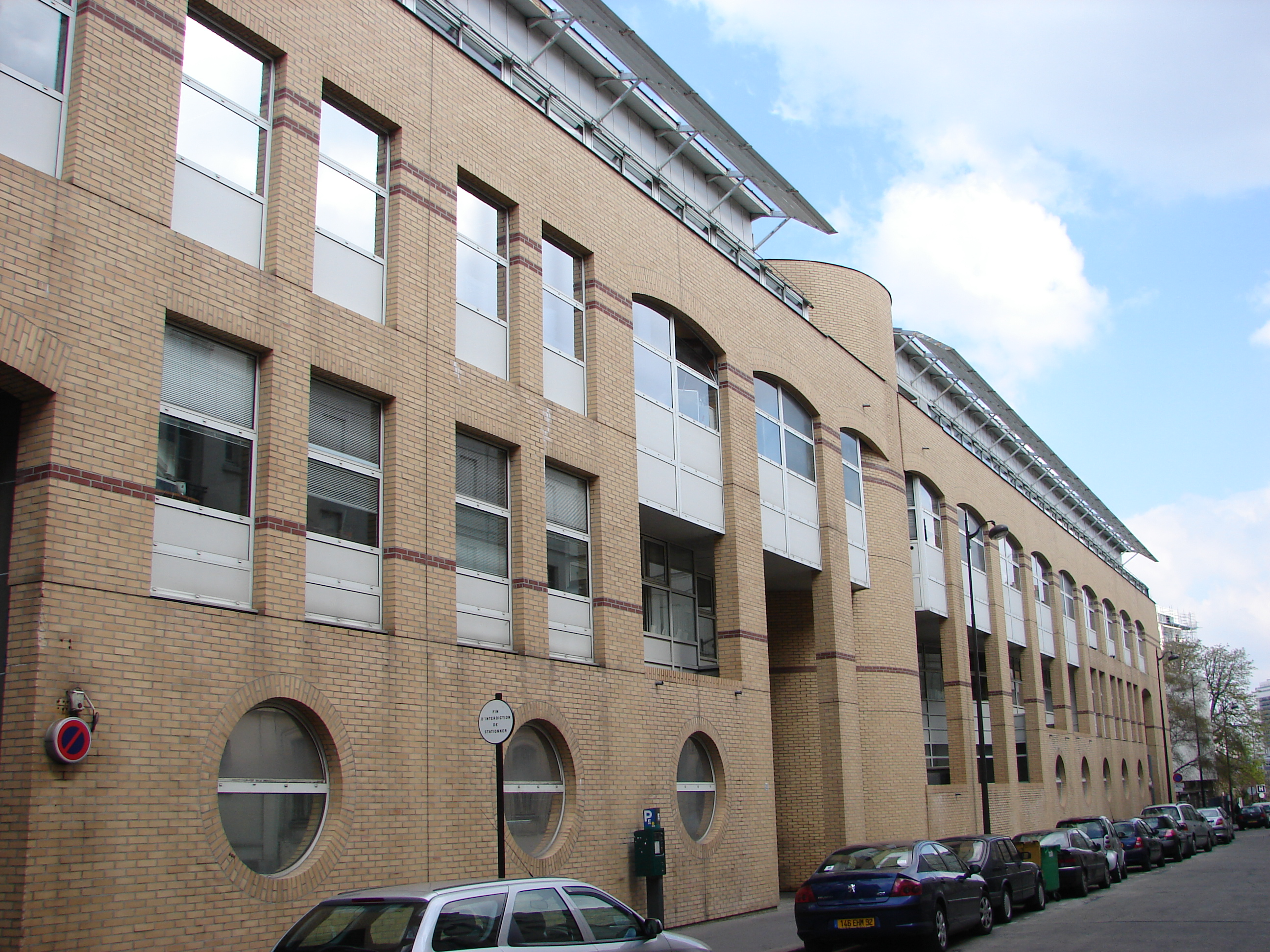
L'Institut Cochin.

En 2025 l'institut regroupe 33 équipes de recherche et 10 plateformes technologiques qui regroupent environ 650 personnes dont près de 100 chercheurs, enseignants-chercheurs et 70 hospitalo-universitaires, 200 ingénieurs, techniciens et administratifs, 110 doctorants, 60 étudiants en Master et des stagiaires de courte durée. 55 personnels techniques sont spécifiquement affectés aux plateformes. Plus de 300 publications annuelles référencées sont produites par les membres de l'Institut Cochin, dont 12-15% dans les journaux internationaux à IF élevé (>10).

## Axes de recherche et plateformes techniques
À l’Institut Cochin, les équipes et plateformes se regroupent au sein de 5 axes de recherche fondamentale et translationnelle prioritaires : le cancer, l’immunologie, le métabolisme et endocrinologie, la microbiologie, la plasticité cellulaire et reproduction. Chaque équipe peut s’affilier à 2 axes. Au travers d’études génétiques, moléculaires et cellulaires, les équipes explorent les mécanismes biologiques des principales voies physiologiques et pathologiques, afin de mieux comprendre les maladies étudiées et développer des thérapies innovantes.
Les 14 équipes de l’axe scientifique « Cancer » sont impliquées dans l’étude des mécanismes moléculaires et cellulaires favorisant le développement des cancers dans le contexte de leur microenvironnement. Les programmes de recherche fondamentale et médicale s’appuient sur des interactions avec les services de médecine, chirurgie et biologie impliqués dans la prise en charge des patients atteints de tumeurs endocrines, d’hémopathies, de cancers digestifs, pulmonaires, cutanés, ou de sarcomes dans le groupe hospitalo-universitaire AP-HP, Centre-Université Paris Cité, et avec les Facultés de Médecine et de Santé d’Université Paris Cité.
L'axe « Immunologie » est composé de 13 équipes qui étudient tous les aspects de l'immunologie, des mécanismes fondamentaux aux études cliniques sur l'homéostasie et les maladies. Les recherches menées par les équipes ont fait progresser les connaissances sur la biologie de nombreuses populations de cellules immunitaires innées et adaptatives aux niveaux moléculaire, cellulaire et de l’organisme. Les recherches apportent une nouvelle compréhension de l'immunité dans divers contextes, tels que les surfaces des muqueuses, et d'une grande variété de maladies telles que le cancer, l'inflammation auto-immune et non infectieuse, et l'infection.
L’axe « Microbiologie » regroupe 10 équipes dont les activités s’étendent de la recherche fondamentale à la recherche clinique, avec un focus sur les interactions hôte-pathogène et les microbiotes. Les équipes possèdent une expertise historique et pionnière dans l’étude de la biologie des micro-organismes pathogènes, qu’il s’agisse de virus (VIH, VIS, HTLV, HSV, virus de la fièvre jaune, rhinovirus humains, virus de la grippe, Zika), de bactéries (Shigella, Neisseria, Salmonella, Streptococcus, E. coli) ou de parasites (Plasmodium). L’objectif est de décrypter les mécanismes utilisés par ces agents pour pirater l’organisme infecté et interférer avec l’immunité humorale et cellulaire. Face à l’émergence du SARS-CoV-2, plusieurs équipes se sont mobilisées pour étudier ce nouveau virus. Les équipes explorent les mécanismes moléculaires à l’origine de la résistance aux traitements antiviraux, antimicrobiens et antipaludiques, responsables d’échecs thérapeutiques.
L’axe scientifique « Métabolisme et Endocrinologie » regroupe 10 équipes dont les travaux de recherche visent à mieux comprendre les mécanismes impliqués dans les régulations physiologiques et leurs perturbations dans des situations pathologiques. Les thématiques concernent l'homéostasie énergétique, l'endocrinologie, le métabolisme, l'immunologie en lien avec l'obésité, les diabètes de type 1 et 2, l'inflammation et les tumeurs endocrines. L’axe « Métabolisme et Endocrinologie » réunit des expertises solides en recherche fondamentale et recherche médicale grâce à des interactions avec la clinique (en particulier, les services de Diabétologie, d’Endocrinologie, Nutrition et/ou de Chirurgie digestive hépato-billiaire et Endocrine du GH Université Paris Cité).
L’axe « Plasticité cellulaire et reproduction » regroupe 16 équipes s’intéressant aux mécanismes génétiques, épigénétiques, moléculaires et cellulaires contrôlant le développement et l’homéostasie de différents tissus, organes et organismes, en lien étroit avec de nombreuses maladies (anomalies du développement et de la reproduction, infertilité, cancer, maladies métaboliques, inflammation, infection, cicatrisation, troubles neuromusculaires).
Les équipes de recherche participent dans de programmes internationaux et nationaux.

### Les plateformes technologiques
Les équipes de recherche de l'Institut Cochin bénéficient de l'activité de 10 plateformes technologiques dont la plupart des prestations sont ouvertes aux équipes extérieures à l'Institut, qu'elles soient publiques ou privées. La grande majorité des plateformes de l’Institut est certifiée QUALITE ISO 9001-2015.
[passage promotionnel]
- BIOINFORMAT'IC : une équipe de bioinformaticiens propose une expertise et des programmes pour tous chercheurs ayant un projet nécessitant une approche de bioinformatique.
- CYBIO[7] : Cytométrie et immunobiologie ; cette plateforme met à disposition des utilisateurs des analyseurs et trieurs de cellules par cytométrie de flux, et développe de nombreux tests d'immunologie-cellulaire.
- GENOM'IC[8] Génomique, propose à tout type d’équipe (académique et privée) des prestations en génomique certifiées ISO9001. La plateforme assure la production de données, leur analyse statistique et accompagne les équipes jusqu’à la publication scientifique.
- HISTIM[9] Histologie et microdissection laser ; cette plateforme offre de multiples prestations liées à l'analyse histologique de tissus humains et murins.
- IMAG'IC[10] propose des services de microscopie photonique à haute résolution pour l'imagerie et l'analyse d'organisation moléculaire et structurelle des cellules, des tissus et des matériaux issus de la bio-ingénierie.
- METABOL'IC[11] offre aux scientifiques une caractérisation exhaustive des composantes de l’homéostasie énergétique, en particulier l’analyse du métabolisme de la cellule chez le petit animal.
- MOUSET'IC[12] Recombinaison homologue, transfert d'embryons et cryoconservation ; l'objectif de cette plateforme est la création de modèles murins de maladies humaines par ingénierie génétique (invalidation génique ou réexpression génique). Elle assure également la congélation des lignées de souris produites et leur reviviscence par transfert d'embryons.
- PIME[13] : La plateforme de microscopie électronique est spécialisée dans l’analyse ultrastructurale des molécules biologiques, des cellules et des tissus, depuis la recherche fondamentale à la recherche appliquée.
- PIV[14]  offre un service d'imagerie in vivo du petit animal. Le site de Cochin dispose d’outils d'échographie du petit animal, (utilisant des appareils d'imagerie ultrasonore haute résolution) et d’imagerie de luminescence (fluorescence et/ou bioluminescence corps entier in vivo).
- PROTEOM'IC[15] Protéomique, elle propose divers types d'analyse de complexes protéiques par spectrométrie de masse ainsi que l'analyse différentielle de cellules ou tissus par électrophorèse bidimensionnelle.

## Spécificité de l’Institut Cochin: le suivi de carrière personnalisé de tous les personnels
L’Institut Cochin a mis en place plusieurs « cellules de suivi et d'accompagnement des carrières » (CSCA) pour apporter aux personnels de tous statuts des soutiens, conseils et informations à toutes les étapes de leur vie professionnelle : une CSCA chercheurs statutaires ou contractuels, une CSCA personnels ingénieurs, administratifs et techniques (ITA), une CSCA doctorants. Les cellules sont animées par des volontaires de l'Institut Cochin.
Elles proposent des formations collectives et des réunions d’information adaptées à chaque catégorie de personnel, un accompagnement et un suivi individuel des carrières, des aides à la préparation de concours, une écoute et une médiation en cas de difficulté professionnelle ou de conflit.

## L’Institut Cochin accorde une grande importance à la formation
En dehors de son activité principale de recherche fondamentale et biomédicale, l'Institut Cochin a vocation de formation par la recherche. Il accueille en effet environ 70 jeunes chercheurs non statutaires (post-doctorants) de toutes nationalités et 110 doctorants, ainsi qu'une soixantaine d'étudiants en Master et des stagiaires de tous niveaux de bac+1 à bac+3. Les chercheurs et ingénieurs sont également nombreux à être actifs dans les écoles doctorales affiliées à l’Institut Cochin et dans les formations continues.

## L’Institut Cochin s’implique dans de nombreuses actions de médiation scientifique
L’Institut Cochin s’implique dans le dialogue entre acteurs de la recherche et citoyens par de nombreuses actions de médiation scientifique. Notamment, depuis 2005, l'Institut Cochin sensibilise des collégiens et lycéens à la démarche scientifique dans le cadre de l’action Apprentis Chercheurs soutenue par l'association Arbre des Connaissances. Chaque année plusieurs dizaines de stagiaires de 3e et de 2de sont accueillies dans les équipes de l’Institut. En partenariat avec des associations de malades ou des fondations caritatives, comme Vaincre la mucoviscidose ou le Sidaction,, L'Aide aux Jeunes Diabétiques, des visites de l'institut sont organisées pour des donateurs ou des patients et leurs familles. L'institut participe activement à la Fête de la Science depuis 2014, elle accueille entre 200 et 400 visiteurs, scolaires et grand public, selon les années.
L'association JeCCo (« Jeunes chercheurs de Cochin ») regroupe des jeunes chercheurs, doctorants, ingénieurs et techniciens de l’Institut Cochin. Cette association participe aux actions de médiation scientifique de l’Institut, elle organise également des manifestations scientifiques, des rencontres professionnelles et des réunions d'échanges avec des associations de jeunes chercheurs sur d'autres sites.

## Historique de l'Institut Cochin
L'hôpital et l'institut doivent leur nom au curé Jean-Denis Cochin (1726-1783), qui fonda en 1782 un hospice destiné aux indigents et ouvriers du faubourg Saint-Jacques, devenu par la suite l'hôpital Cochin. Avec la création des centres hospitalo-universitaires en 1958, un centre de recherche fondamentale et clinique est adjoint à l'hôpital Cochin couplé aux bâtiments locaux de la faculté de médecine de Paris.
En 1967, sous l'impulsion de Georges Schapira et de certains médecins-chercheurs biochimistes de son équipe, Jean-Claude Dreyfus et Jacques Kruh, est créé l'Institut de Pathologie Moléculaire, dont l'objectif est d'aborder les maladies génétiques humaines par une approche originale, car alors encore balbutiante, la biologie moléculaire. Cet institut se développe progressivement au sein de l'actuelle faculté de médecine de l'université Paris Descartes, grâce à de nombreuses personnalités issues de cette formation, telles que Jean Rosa, Dominique Labie, Jean-Claude Kaplan, Axel Kahn ou encore Jacques Hanoune et Jacques Jami. En 1984, Axel Kahn prendra la direction de l'unité INSERM intitulée Génétique et pathologie moléculaires. En parallèle s'est également développé sur le site de l'hôpital Cochin, depuis les années 1970, un laboratoire orienté vers la rétrovirologie murine, dirigé par Jean-Paul Lévy, qui développait des approches immunologiques et d'oncogenèse-leucémogenèse. Dans les années 1990, cette unité fut scindée en deux formations dirigées respectivement par Sylvie Gisselbrecht et Jean-Gérard Guillet.
En 1990, l'arrivée sur le campus de nouvelles unités de recherches dirigées par Donny Strosberg, Françoise Russo-Marie et Pascale Briand a fait naître l'idée d'un regroupement des unités de recherche présentes sur le site en un institut unique, fonctionnant sur un mode fédératif. Ainsi, est né l'institut Cochin de Génétique Moléculaire (ICGM) à l'initiative d'Axel Kahn et de Jean-Paul Lévy. D'autres formations viendront par la suite enrichir l'ICGM, en particulier le laboratoire CNRS de Jean Girard ouvrant les thématiques déjà développées au métabolisme et les unités INSERM de Richard Benarous et de Paul-Henri Roméo.
L'Institut Cochin, créé au 1er janvier 2002, est issu de la fusion, au sein d'une même structure de recherches, de l'ensemble des laboratoires présents dans l'ICGM. Il constitue alors le premier Centre de Recherches en France dont les trois tutelles sont l'Inserm, le CNRS et Université Paris-Cité.

### Directeurs
- Jean-Paul Lévy, directeur de l'ICGM (1990-2001)
- Axel Kahn, directeur de l'Institut Cochin (2002-2007)
- Pierre-Olivier Couraud, directeur de l'Institut Cochin (2008- 2021)
- Florence Niedergang, directrice de l'Institut Cochin (2022 - )